# Švejcarova Lhota
Švejcarova Lhota je malá vesnice, část obce Úlehle v okrese Strakonice v Jihočeském kraji. Nachází se asi dva kilometry severně od Úlehle. Je zde evidováno 22 adres. V roce 2011 zde trvale žilo sedmnáct obyvatel. Do vesnice vede pouze jedna silnice, která se napojuje na silnici mezi Úlehlí a Liběticemi.
Švejcarova Lhota je také název katastrálního území o rozloze 2,34 km².

## Historie
První písemná zmínka o vesnici pochází z roku 1329.

## Obyvatelstvo
| Rok            | 1869 | 1880 | 1890 | 1900 | 1910 | 1921 | 1930 | 1950 | 1961 | 1970 | 1980 | 1991 | 2001 | 2011 | 2021 |
| -------------- | ---- | ---- | ---- | ---- | ---- | ---- | ---- | ---- | ---- | ---- | ---- | ---- | ---- | ---- | ---- |
| Počet obyvatel | 106  | 110  | 97   | 98   | 92   | 106  | 96   | 77   | 60   | 51   | 40   | 27   | 24   | 17   | 18   |
| Počet domů     | 16   | 17   | 17   | 16   | 16   | 16   | 17   | 17   | 16   | 16   | 16   | 15   | 10   | 21   | 19   |

## Obecní správa
Při sčítání lidu v letech 1850–1973 Švejcarova Lhota byla osadou obce Úlehle v okrese Strakonice. Od 1. ledna 1974 do 23. listopadu 1990 byla částí obce Nihošovice v okrese Strakonice. Od 24. listopadu 1990 je opět částí obce Úlehle v okrese Strakonice.

## Pamětihodnosti

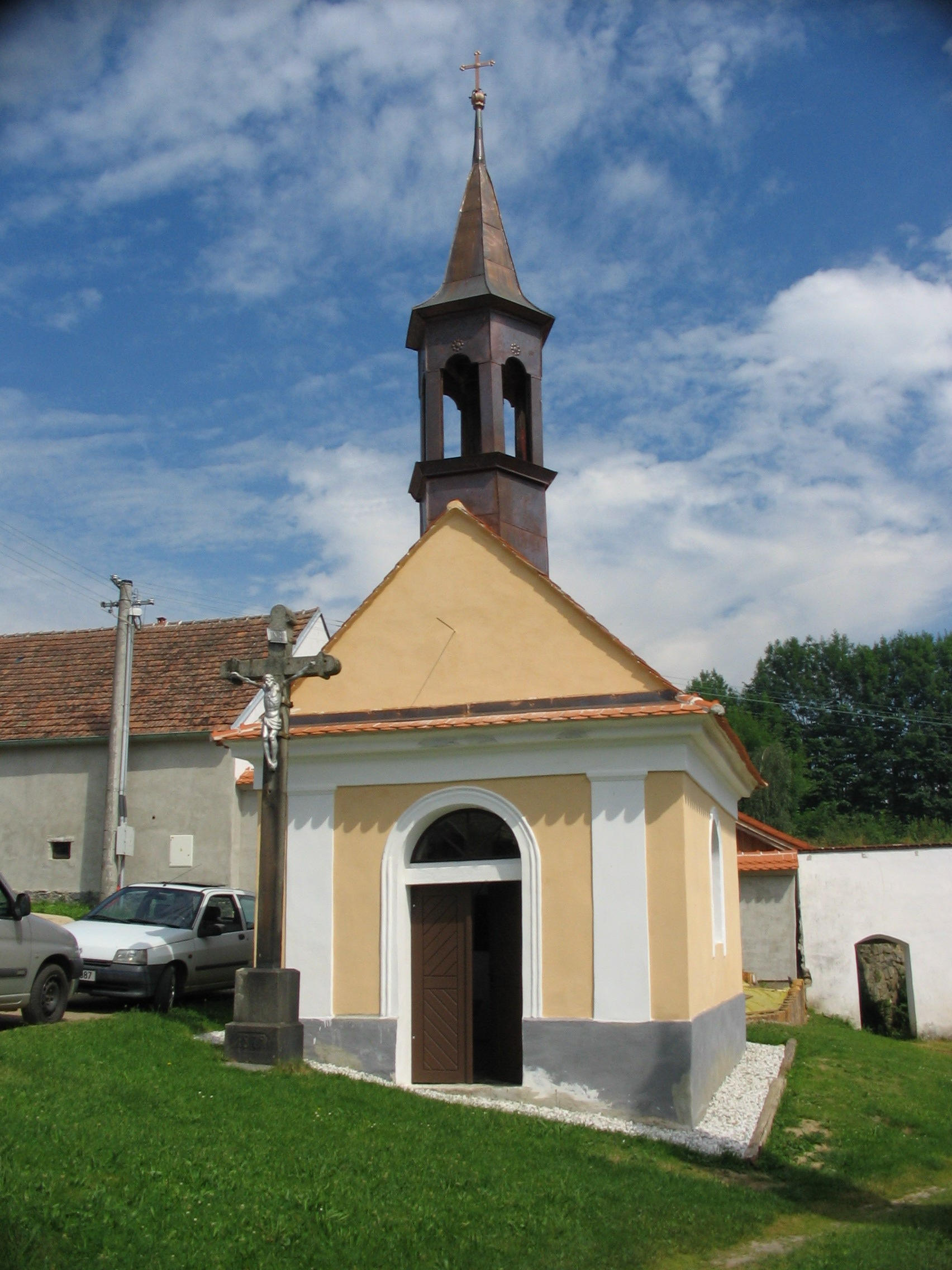
Kaple ve Švejcarově Lhotě

Švejcarovou Lhotou prochází žlutá turistická značka, po které se lze dostat na blízký kopec Kbíl. Zde se nachází volně přístupná rozhledna, která byla otevřena v roce 2008. Další zajímavostí na vrcholu Kbílu je místní dolmen. Jde pravděpodobně o přírodní útvar, někteří ho považují za lidský výtvor.